# Bhadohi
Bhadohi é uma cidade e um município no distrito de Sant Ravidas Nagar, no estado indiano de Uttar Pradesh.

## Geografia
Bhadohi está localizada a 25° 25′ N, 82° 34′ L. Tem uma altitude média de 85 metros (278 pés).

## Demografia
Segundo o censo de 2001, Bhadohi tinha uma população de 74,439 habitantes. Os indivíduos do sexo masculino constituem 53% da população e os do sexo feminino 47%. Bhadohi tem uma taxa de literacia de 57%, inferior à média nacional de 59.5%; com 62% para o sexo masculino e 38% para o sexo feminino. 18% da população está abaixo dos 6 anos de idade.